# Johann Mannhardt
Johann Mannhardt (31 de agosto de 1798 – 25 de agosto de 1878) fue un relojero alemán, mecánico e inventor.

## Biografía
Mannhardt nació en Tegernsee, y trabajó inicialmente como pastor de cabras. Aprendió la relojería y desarrolló un gran talento para la mecánica de trabajo. En 1826 construyó un reloj para la torre del reloj de Egern. En 1844 se trasladó a Múnich, donde diseñó una nueva máquina de sellado de plomo y un nuevo molino de aceite, así como la carpintería de hierro para las claraboyas en el techo de la Alte Pinakothek. También construyó una serie de máquinas, incluyendo sierras y tornos.Además, diseñó la guillotina que fue utilizada en Alemania para llevar a cabo la pena de muerte durante 100 años. Mannhardt siguió trabajando en la relojería y, en particular, relojes para torres de reloj, equipando muchas torres en Europa, así como en los Estados Unidos. Murió en Múnich en el año 1878.

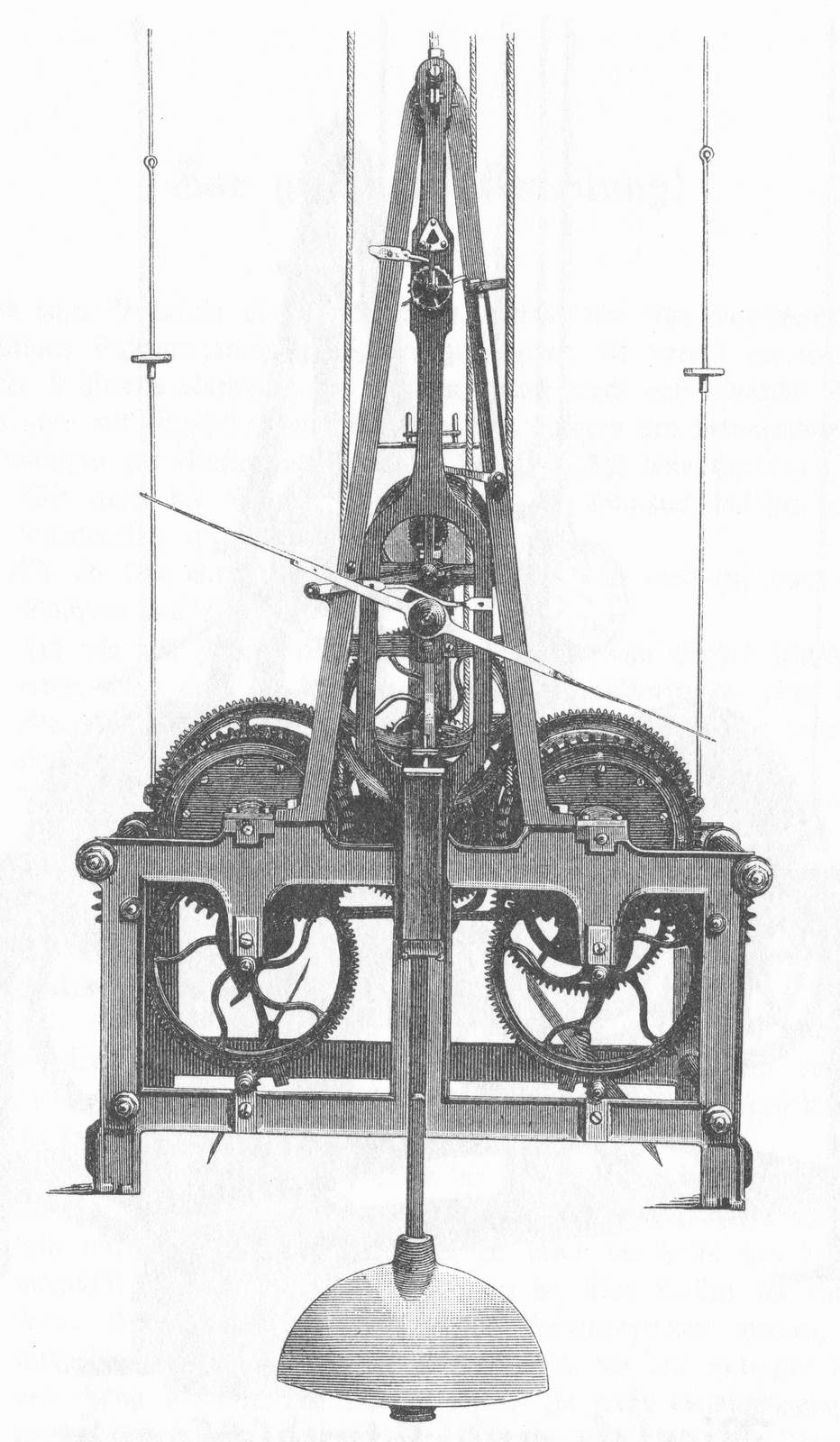
Reloj diseñado por Mannhardt.

## Literatura
- G. H. Baillie. Watchmakers & Clockmakers of the World. Pomona Press, 2006, ISBN 1-4067-9113-X.

- Beni Eisenburg, Waldemar Rausch (eds.) Johann Baptist Mannhardt – ein Genie. In: Gmunder Hefte. Beiträge zur Heimatkunde. N.º 10, ed. Heimatfreunde Gmund, Gmund 1998.

- Alexander Langheiter: Johann Michael Mannhardt. In: Miesbach. Ein Kulturführer. Maurus, Miesbach 2006, ISBN 3-00-017020-0.

- Lorenz Maier. Mannhardt, Johann Michael. In: Karl Bosl (ed.) Bosls bayerische Biographie. Pustet, Regensburg 1983, ISBN 3-7917-0792-2, p. 504.

- Hyacinth Holland (1884), «Mannhart, Johann», Allgemeine Deutsche Biographie (ADB) (en alemán) 20, Leipzig: Duncker & Humblot, pp. 200-203.